# Референдум в Литве (ноябрь 1996)
Референдум о внесении изменений в Конституцию Литвы был проведён 10 ноября 1996 года одновременно со вторым туром парламентских выборов. Избиратели должны были одобрить поправку к статье 47 Конституции, согласно которой гражданам Европейского союза разрешалось покупать сельскохозяйственные земли. Хотя за изменение конституции проголосовали больше половины участников голосования, но поправка не была принята так как из-за низкой явки избирателей не удалось преодолеть порог в 50% зарегистрированных избирателей. Центральная избирательная комиссия Литовской республики признала референдум несостоявшимся.

## Вопрос референдума
Вы за принятие закона, дополняющего статью 47 Конституции Литовской Республики?
Оригинальный текст (лит.)Ar Jūs už tai, kad būtų priimtas Lietuvos Respublikos Konstitucijos 47 straipsnio papildymo įstatymas?

## Результаты
| Выбор                            | Голоса    | %     |
| -------------------------------- | --------- | ----- |
| За                               | 447 801   | 17,25 |
| Против                           | 413 188   | 15,91 |
| Недействительных голосов         | 170 634   | –     |
| Всего/Явка                       | 1 031 623 | 39,73 |
| Зарегистрированных избирателей   | 2 596 662 | 100   |
| Источник: Referendumo rezultatai |           |       |

1. ↑  От числа зарегистрированных избирателей